# Vespinitocris morio
Vespinitocris morio là một loài bọ cánh cứng trong họ Cerambycidae.